# Dorset
Dorset (kiejtése: /ˈdɔrsɨt/; régebben Dorsetshire) Anglia egyik nem-nagyvárosi és ceremoniális megyéje a Délnyugat-Anglia régióban. A ceremoniális megye az adminisztratív megyén kívül magába foglalja Poole és Bournemouth egységes hatóságát is. A 2653 km² területű Dorset nyugaton Devon, északnyugaton Somerset, északkeleten Wiltshire, keleten pedig Hampshire megyékkel határos. Délen a La Manche-csatorna övezi. Közigazgatási központja Dorchester. Az 1972-es önkormányzati reform után a megyéhez csatolták a korábban Hampshire-hez tartozó Bournemouth és Christchurch városokat. A lakosok fele a délkelet-dorseti konurbációban él, míg a megye többi része alacsony népsűrűségű, vidékies jellegű terület.
Dorset a jégkorszak vége óta, mintegy tízezer éve lakott. A vaskorban itt megtelepedő kelta durotriges törzset a rómaiak hódították meg, majd a kora középkorban germán angolszászok telepedtek meg itt, akik a 7. században bevezették a shire típusú közigazgatást. Az első viking támadás Dorsetnél érte el a Brit-szigeteket a 8. században. A 14. században a nagy pestisjárvány is egy dorseti kikötőn keresztül jutott Angliába. A megye sokszor volt lázadások színtere: az angol polgárháborúban a helyi felkelőket Cromwell csapatai verték le Shaftesbury mellett; az 1685-ös Monmouth-lázadás Lyme Regisben vette kezdetét; a 19. században pedig a tollpuddle-i napszámosok szervezete az egyik előfutára volt a szakszervezeti mozgalomnak. A második világháborúban többek között a dorseti Portland és Poole kikötőiből indultak a normandiai partraszállás hajói. Portland volt a helyszíne a 2012-es nyári olimpia vitorlásversenyeinek is.
A megye tájai változatosak, egyaránt megtalálhatóak itt a krétakő dombok, meredek mészkővonulatok és az alacsony fekvésű, agyagos talajú völgyek. A megyének több mint fele kiemelkedő természeti szépségű terület és tengerpartjának háromnegyede a Világörökség része. A megye gazdaságát hagyományosan a földművelés és állattenyésztés jellemezte, de újabban a turizmus a vezető iparág. Autópálya nem érinti a megyét, de két vasúti fővonal is összeköti Londonnal. Dorset nagyobb kikötői Poole-ban, Weymouthban és Portlandben találhatóak, Bornemouthban pedig nemzetközi repülőtér is van. A megyében számos múzeum, színház, fesztivál várja a látogatókat, köztük a gőzhajtású járművek ötnapos fesztiválja. Dorset híres szülöttei közé tartozik Thomas Hardy író, akinek regényeiben visszaköszönnek a megye tájai; valamint William Barnes költő.

## Nevének eredete
Dorset elnevezése Dorchester város nevéből származik. Az i. sz. 1. században a rómaiak alapítottak itt várost, amelyet Durnovariának neveztek el, feltehetően az „ökölnagyságú kövek helye” jelentésű kelta kifejezés után. A betelepülő angolszászok a települést Dornwaraceasternek hívták (miután nevéhez illesztették a római várost jelentő ceaster utótagot), a körülötte elterülő vidéket pedig a Dorsetnek a Dornra rövidített városnév és a "nép" jelentésű óangol sæte szó kombinációjából. Írásban először 845-ben, az Angolszász krónikában említik; a megye régi nevét, Dorsetshire-t (Dorseteschyre formában) pedig a 10. században.

## Történelem
Dorset első lakói mezolitikumi vadászok-gyűjtögetők voltak, akik i.e. 8000-ben érték el a vidéket. Az első állandó települések az újkőkorban, i.e. 3000 körül jelentek meg, lakóik készítették a 10 km-es kettős földsáncot, a dorseti cursust. I.e. 2800 után a bronzkori földművesek megkezdték az erdők kivágását és a kerek halomsírok építését. A vaskorban a kelta durotriges törzs telepedett meg Dorsetben és számos erődöt emeltek, köztük a Maiden Castle-t (Leányvár), egész Európa egyik legnagyobb vaskori földvárát.
A Britanniát meghódító rómaiak i.sz. 43-ban érkeztek Dorsetbe. Maiden Castle-t a Vespasianus által vezetett Legio II Augusta foglalta el, és a közelében megalapították Durnovaria városát. A rómaiak kivonulása után a régió lakói a mai hampshire-i határon megépítették Bokerley Dyke sáncát és többek között ennek segítségével majdnem 150 évig fel tudták tartóztatni a nyugat felé terjeszkedő angolszászokat. A 7. század végére azonban a szászok mégis meghódították őket és a terület Wessex királyságának része lett. A szászok Sherborne központtal egyházmegyét, valamint az általuk használt közigazgatási egységet, shire-t hoztak létre. A megye határai azóta alig változtak. A Brit-szigetek elleni első feljegyzett viking támadás Dorsetet érte 789-ben, majd ezután a portyázások még két évszázadig folytatódtak.
Miután a normannok 1066-ban meghódították Angliát, I. Vilmos feudális rendszert vezetett be az országban, a shire-ekből grófságok lettek, a földbirtokok nagy része pedig az egyház és a korona tulajdonába került. Uralmát megerősítendő, a király várakat épített Corfe-ban, Warehamban és Dorchesterben. A következő kétszáz évben Dorset lakossága folyamatosan nőtt és új földeket törtek fel mezőgazdasági művelésre. A grófság gazdasága virágzott, amit elősegített a gyapjúkereskedelem, a Purbeck-félsziget márványbányái és Weymouth, Melcombe Regis, Lyme Regis és Bridport forgalmas kikötői. A virágzásnak az 1348-ban kezdődő bubópestisjárvány vetett véget, amit egy Gascogne-ból Melcombe Regis-be érkező hajó hozott be az országba. A Fekete halálnak is nevezett járvány gyorsan terjedt és Anglia lakosságának harmadát elpusztította.

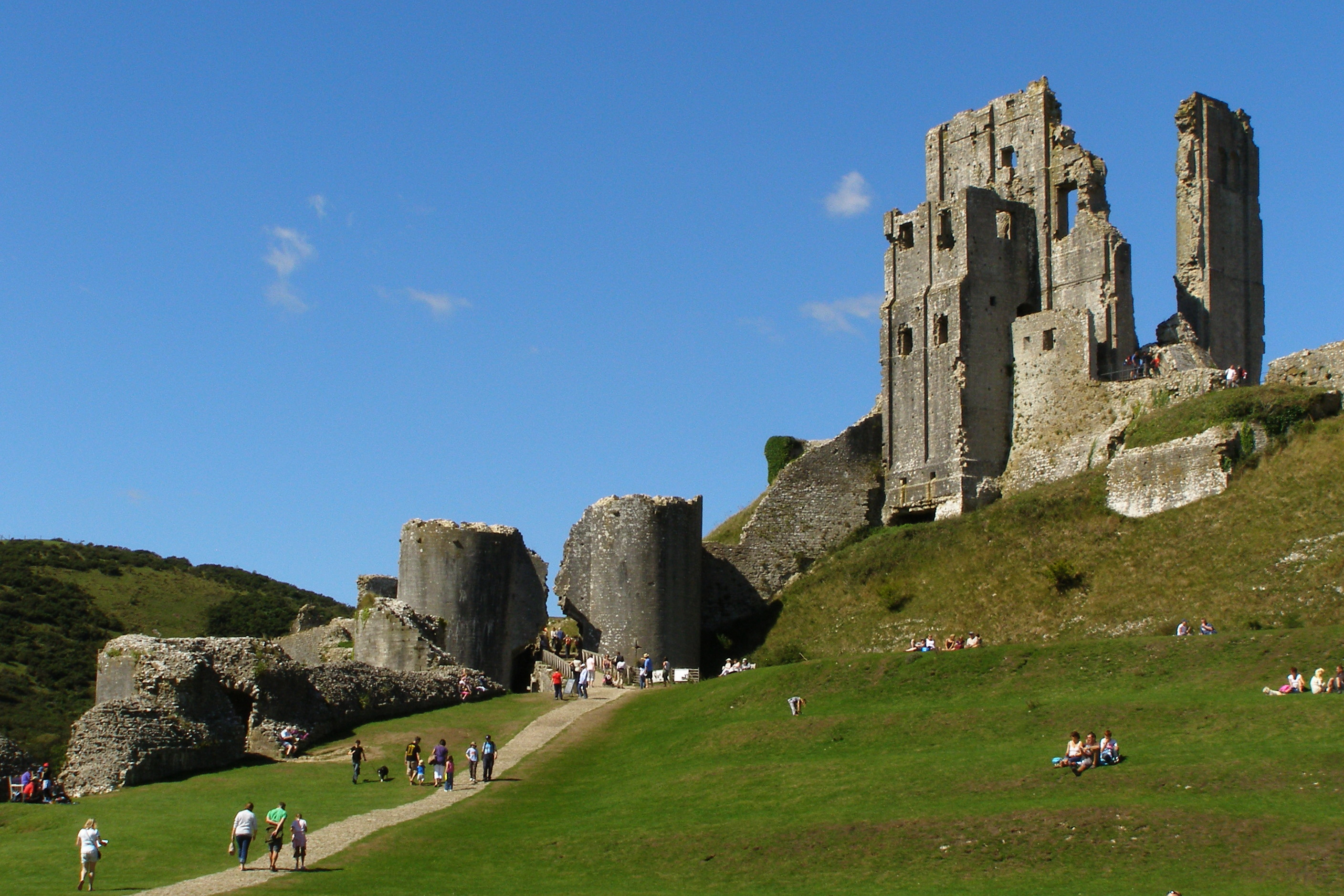
Corfe vára, amelyet Cromwell katonái romboltak le 1646-ban

VIII. Henrik 1536-ban felszámolta a kolostorokat. Dorsetben többek között Shaftesburyben, Cerne-ben és Miltonban zárták be az apátságokat, földjeiket pedig magánbirtokosoknak adták el. 1642-ben, az angol polgárháború kezdetén a royalisták Poole és Lyme Regis kivételével az egész grófságot elfoglalták, ám néhány éven belül a Parlament erői teljesen felülkerekedtek. 1645-ben a helybeliek fellázadtak a fosztogató hadseregek ellen, de kétezres seregüket a Lord Fairfax vezette parlamentáris erők könnyen megfutamították. Ugyanebben az évben Fairfax elvette a royalistáktól Sherborne várát, a következő évben pedig árulás révén elesett Corfe, a király támogatóinak utolsó dorseti mentsvára. 1685-ben Dorsetben kezdődött Monmouth hercegének sikertelen felkelése, amelynek célja II. Jakab uralmának megdöntése volt. A lázadás leverése után 74 embert kivégeztek, 175-öt pedig büntetőkolóniára száműztek. Ennek ellenére 1686-ban Charborough Park kastélyában királyellenes összeesküvők gyűltek össze, amivel megkezdődött a II. Jakab bukásával végződő dicsőséges forradalom.
A 18. században rendkívül megerősödött a csempészet a dorseti partok mentén, ahol a mészkőszirtek barlangjai, kis öblei megfelelő búvóhelyeket nyújtottak a kis csempészbárkák számára. Dorset legforgalmasabb kikötője ekkor Poole volt, ahonnan elsősorban Új-Fundland halászainak szállítottak vitorlavásznat, kötelet és hálókat. Mivel szénbányái nem voltak, az ipari forradalom jórészt elkerülte Dorsetet, így a grófság nagyrészt mezőgazdasági terület maradt. A dorseti mezőgazdasági napszámosok 1834-ben a csökkenő bérek elleni tiltakozásul szövetséget hoztak létre. A tagokat letartóztatták és száműzték, de végül a széles körű tiltakozás hatására a hatóságok kénytelenek voltak szabadon engedni őket. Ez volt a szakszervezeti mozgalom egyik első megnyilvánulása.
Az első világháborúban a megye által kiállított dorsetshire-i ezred találkozott először a németek által alkalmazott gáztámadással és a somme-i csatában is rendkívül súlyos veszteségeket szenvedtek. A háborúban összesen 4500 dorseti esett el, és csak egyetlen település (Langton Herring) volt az egész megyében, ahonnan nem szedett áldozatot a világégés. A második világháborúban a dorseti kikötőket a normandiai partraszállás előkészítésekor használták fel és a tengerparton gyakorlatokat tartottak. A D-napon több tízezer katonát hajóztak ki Weymouth, Portland és Poole kikötőiből. A háború után a megye a hétvégi turizmus kedvelt célpontjává vált, és a már III. György király által is gyakran látogatott tengerpartot évente milliók keresték fel. A mezőgazdaság visszaesésével a turizmus vált a megye gazdaságának fő húzóerejévé.

## Települések
Dorset nagyrészt vidékies jellegű, településeinek nagy többsége falu; a megyében néhány város (town) is található, nagyvárosa (city) azonban nincsen. Az egyetlen urbanizált körzet a délkelet-dorseti konurbáció, összességében azonban nem ez jellemző a megyére. A konurbációhoz tartozik Bournemouth tengerparti üdülőváros, Poole történelmi kikötőváros, valamint Christchurch és Ferndown, és a környező falvak. A legnépesebb város Bournemouth, amelyet 1810-ben alapítottak, amikor a tengerparti fürdőzés kezdett népszerűvé válni. Poole (korábban a megye legnagyobb városa, ma már csak a második) Bornemouthtól közvetlenül nyugatra helyezkedik el és a hozzá tartozó Sandbanks félsziget arról nevezetes, hogy itt vannak a világon a negyedik legmagasabb ingatlanárak.
Az urbanizált zónán kívül két nagyobb város található: Dorchester (legalább 1305 óta a megyei közigazgatás központja) és Weymouth (a 18. század óta üdülőváros). Blandford Forum, Sherborne, Gillingham, Shaftesbury és Sturminster Newton történelmi vásárvárosok (market town) a megye északi részén húzódó Blackmore Vale-ben fekszenek. Dorset nyugati részén Beaminster és Bridport kisvárosok, keleten pedig Verwood és a valamikori szász Wareham és Wimborne Minster található. A turisták gyakran látogatják Lyme Regis és Swanage tengerparti kisvárosait. Dorchester mellett épül a 2025-re elkészülő Poundbury városa, amelyet a modern urbanisztikai elvek alapján terveztek, többek között Károly walesi herceg közreműködésével.

## Földrajz
Dorset területe 2653 km², amivel 20. a 48 angol ceremoniális megye között. Geológiája, és részben ebből következően domborzata meglehetősen változatos. A megye területének kétharmadán a talaj krétakőből, agyagból vagy kavics-homok keverékből áll. A többi részen mészkő (közte a Portland-szigeti és Purbeck-szigeti homokkő,), meszes agyag vagy agyagpala a domináns. A portlandkövet és a purbecki követ régóta használják az építészetben és Anglia híres épületeinek restaurálásában is alkalmazzák.

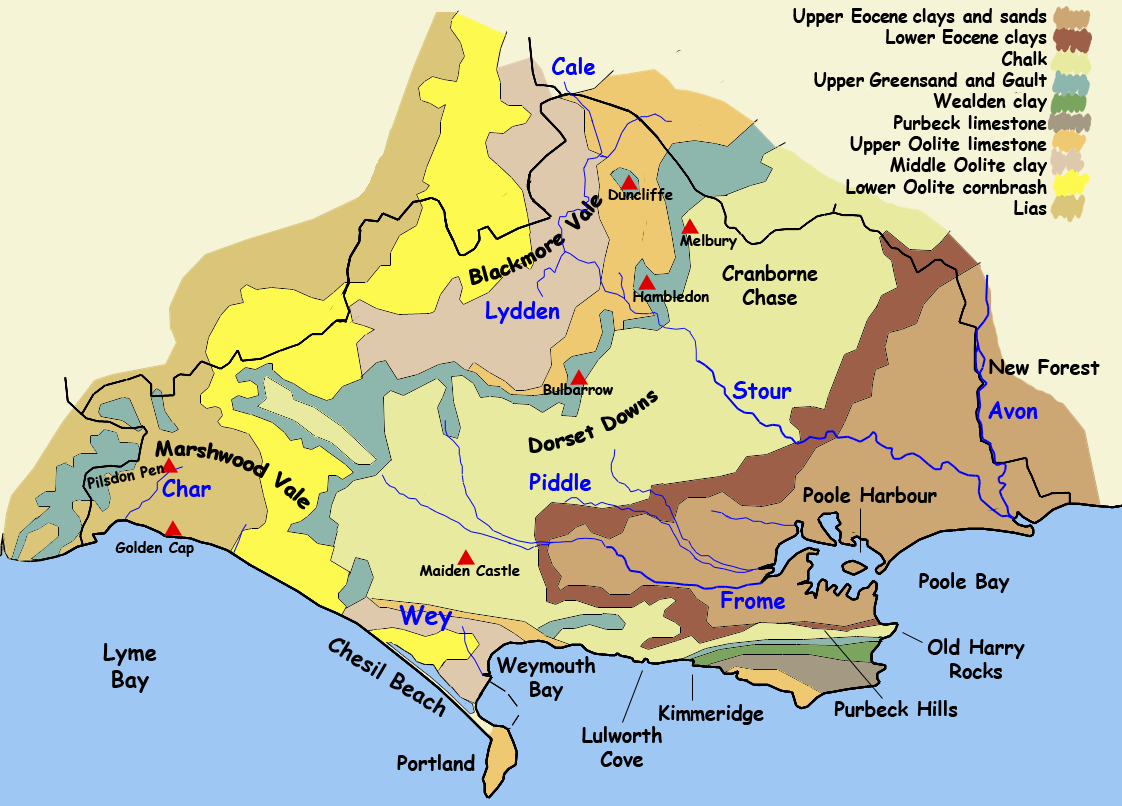
Dorset tájegységei és geológiája

A megye területén több alacsony mészkőgerinc húzódik, amelyeket többnyire szántóföld vagy meszes talajú birkalegelő borít. Közéjük tartozik Cranborne Chase és Dorset Downs dombvonulatai, amelyek északkelet-délnyugat irányban húzódnak végig a megyén, valamint délen az egészen keskeny Purbeck Hills. A mészkődombok között széles folyóvölgyek és kiterjedt árterek találhatóak, mint a Stour vagy a Frome völgye, amelyeket kis falvak és farmépületek tarkítanak. A Stour-völgy északi felén található Blackmore Vale jurakori üledékekből (főleg agyag, néhol mészkő) áll, és nagy hagyományai vannak itt a marhatenyésztésnek és tejtermelésnek. Dorset délkeleti részére (az alsó Frome-völgy Poole és Bournemouth környékén) a fiatalabb, eocénkori üledékek jellemzőek, amelyek főleg homokból és agyagból állnak és mezőgazdasági művelésre csak kevéssé alkalmasak. Az itteni talaj csak a fenyérek vegetációját képes eltartani. Ezeken az élőhelyeken megtalálható Britannia mind a hat őshonos hüllőfaja (fürge gyík, lábatlan gyík, elevenszülő gyík, vízisikló, rézsikló és keresztes vipera). A dorseti fenyérek nagy része „különleges tudományos jelentőségű helyszín” státuszt kapott és közülük három a ramsari egyezmény hatálya alá is tartozik. A megye nyugati csücskében magasabb dombokat találhatunk, a domborzat a szomszédos Devonéra emlékeztet. Itt találhatóak Dorset legmagasabb pontjai, a 279 méteres Lewesdon Hill és a 277 méteres Pilsdon Pen.
A keleten fekvő Poole Harbour a világ egyik legnagyobb természetes kikötője. Mintegy 6 ezer éve keletkezett, amikor a folyóvölgy alsó részét elöntötte a tenger. Helyenként nagyon sekély és több sziget is kiemelkedik belőle, pl. a Brownsea-sziget, a cserkészmozgalom szülőhelye és a brit vörös mókusok egyik utolsó menedéke. A kikötő és a tőle délre fekvő Purbeck-félsziget alatt található Nyugat-Európa legnagyobb tengerparti olajmezeje, amelyet a 60-as évek óta folyamatosan termelnek ki (a jogok jelenleg a brit-francia Perenco vállalatnál vannak) és itt található a világ legrégebb óta folyamatosan működő olajkútja.
Dorset folyói az alacsony dombok és széles völgyek miatt alföldi jellegűek. A megye területének döntő részét három folyó, a Frome, a Piddle és a Stour vízgyűjtője foglalja el. Mindhárom délkelet felé folyik és egymástól nem messze torkollanak a tengerbe. A Frome és a Piddle felső szakaszán a krétakő a jellemző kőzet, ezért vizük kissé meszes, míg a Wiltshire-ben eredő Stour forrásvidékén inkább agyagos talajok találhatók. A nagyrészt hampshire-i Avon-folyó csak alsó szakaszán lép be a megyébe, hogy Chrishchurchnél a Stourral együtt torkolljék a Christchurch Harbourba. A nagyobb folyókon kívül több kisebb vízfolyás szállítja az esővizet a tengerbe, mint a viszonylag hosszabb Yeo és Axe vagy a kisebb Char, Brit, Bride és Wey.

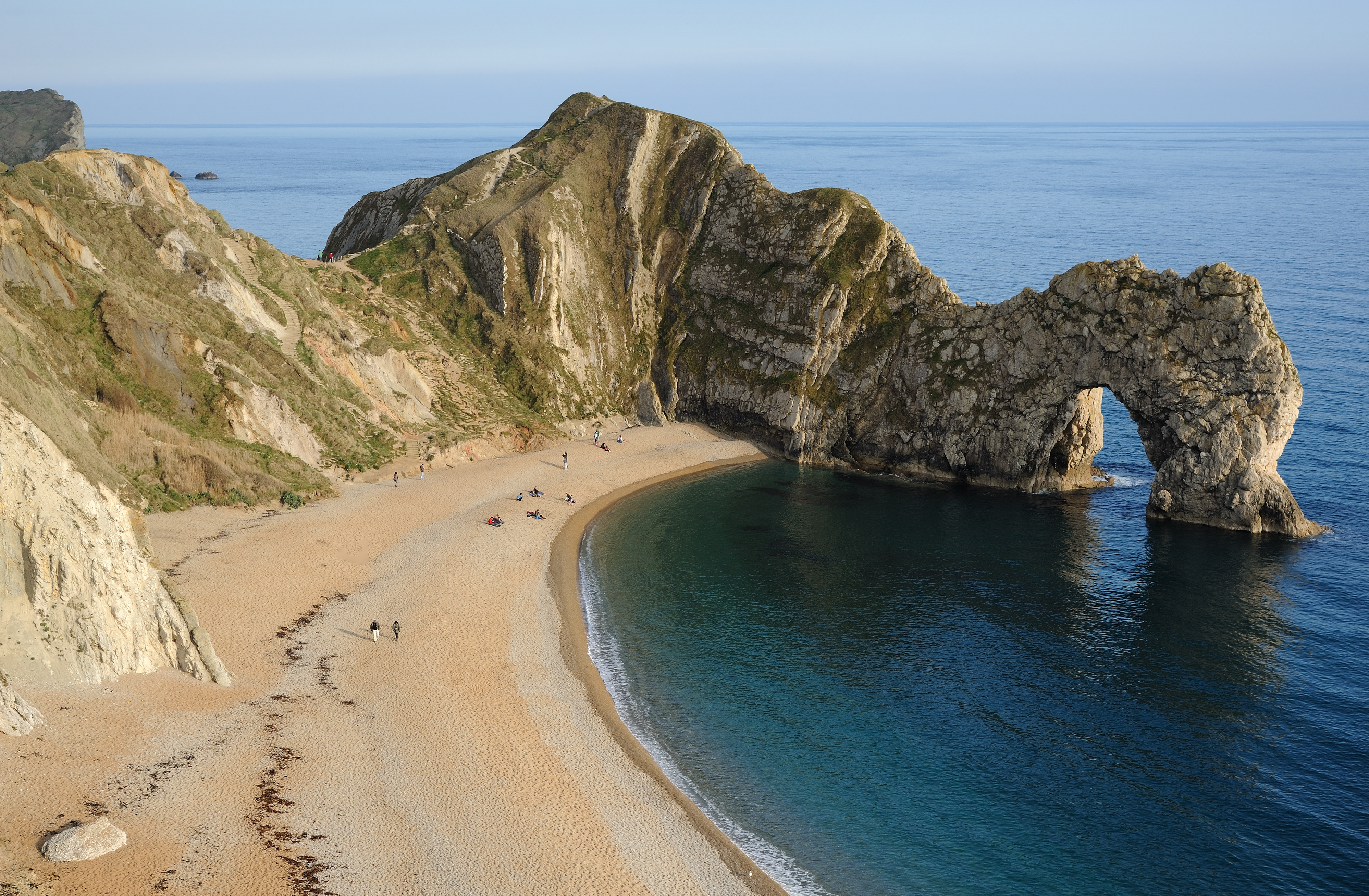
Durdle Door természetes boltíve a Lulworth-öbölben

A dorseti tengerpart nagyrészt a Világörökséghez tartozó, 155 km-es Jurakori partvidék része. Az itteni kőzetek az egész földtörténeti középkort reprezentálják, a triásztól a krétáig. A világörökségi helyszín dorseti szakaszán érdekes fosszíliák kerültek elő: megkövült jurakori fatörzsek és az első teljes Ichthyosaurus-csontváz (1811-ben fedezte fel Lyme Regisnél a kor neves kövületvadásza, Mary Anning). A parton számos érdekes sziklaalakzattal is találkozhatunk, mint Durdle Door természetes boltíve, kéménysziklák vagy Lulworth Cove zárt kis tengeröble. A dorseti partvonal közepén található az élesen kiugró, mészkőből felépülő Portland-sziget, amelyet Chesil Beach, egy 27 km-es tomboló köt össze a szárazfölddel.
Anglia legtöbb megyéjéhez képest Dorsetben magas a természetvédelmi területek aránya: közülük két kiemelkedő természeti szépségű terület az adminisztratív megye területének 53%-át foglalja el. A védett partok (heritage coast) hossza eléri a 92 km-t, és a különleges tudományos jelentőségű helyszínek területe 199 km². Anglia leghosszabb túraútvonala, a South West Coast Path egyik végpontja a Poole Harbour bejáratánál található.

### Éghajlat
Dorset klímáját tengerparti fekvése miatt meleg nyarak és enyhe telek jellemzik és kevésbé érik az erős atlanti szelek, mint a délebbre és nyugatabbra fekvő Cornwallt és Devont. A téli átlaghőmérséklet (akárcsak az egész délnyugati régióban) magasabb az országos átlagnál, eléri a 4,5–8,7 °C-ot; a nyári maximum pedig magasabb mint Devonban vagy Cornwallban, 19,1 és 22,2 °C közötti. Az éves átlaghőmérséklet (a dombvidékek kivételével) 9,8–12 °C között van.
Dorset (akárcsak a többi déli megye, Hampshire, West Sussex, East Sussex és Kent) az Egyesült Királyság legnapfényesebb része, évi 1541–1885 napsütötte órával. A csapadék mennyisége változó, a déli és keleti régió 7–800 mm csapadékot kap évente, míg a Dorset Downs dombjain 1000–1250 mm eső is esik.
| Hónap                                                    | Jan. | Feb. | Már. | Ápr. | Máj. | Jún. | Júl. | Aug. | Szep. | Okt. | Nov. | Dec. | Év   |
| -------------------------------------------------------- | ---- | ---- | ---- | ---- | ---- | ---- | ---- | ---- | ----- | ---- | ---- | ---- | ---- |
| Átlagos max. hőmérséklet (°C)                            | 8,6  | 8,4  | 10,2 | 12,3 | 15,3 | 17,7 | 19,7 | 20,1 | 18,4  | 15,2 | 11,8 | 9,2  | 13,9 |
| Átlaghőmérséklet (°C)                                    | 6,4  | 6,1  | 7,6  | 9,3  | 12,2 | 14,7 | 16,8 | 17,1 | 15,5  | 12,7 | 9,5  | 6,9  | 11,3 |
| Átlagos min. hőmérséklet (°C)                            | 4,1  | 3,7  | 4,9  | 6,2  | 9,1  | 11,7 | 13,9 | 14,1 | 12,5  | 10,2 | 7,2  | 4,6  | 8,5  |
| Átl. csapadékmennyiség (mm)                              | 79   | 58   | 58   | 49   | 45   | 40   | 36   | 50   | 56    | 85   | 89   | 86   | 730  |
| Havi napsütéses órák száma                               | 67   | 91   | 134  | 200  | 229  | 229  | 244  | 228  | 176   | 126  | 84   | 63   | 1870 |
| Forrás: Climate - Chosen location: Weymouth. Met Office. |      |      |      |      |      |      |      |      |       |      |      |      |      |

## Lakosság
| Lakosság                            | 412.905 | 183.491 | 147.645 | 5.288.935 | 53.012.456 |
| európai                             | 97,9%   | 91,9%   | 95,8%   | 95,4%     | 85,5%      |
| kevert                              | 0,8%    | 2,3%    | 1,3%    | 1,4%      | 2,2%       |
| ázsiai                              | 0,7%    | 2,9%    | 1,8%    | 1,5%      | 7,0%       |
| afrikai                             | 0,2%    | 1,0%    | 0,3%    | 1,0%      | 3,4%       |
| kínai és egyéb                      | 0,3%    | 1,9%    | 0,8%    | 0,7%      | 1,7%       |
| keresztény                          | 65,3%   | 57,1%   | 60,4%   | 60,4%     | 59,4%      |
| egyéb nem-keresztény                | 1,3%    | 4,6%    | 2,3%    | 2,5%      | 8,7%       |
| vallás nélküli                      | 25,2%   | 30,5%   | 29,7%   | 29,3%     | 24,7%      |
| nem válaszolt                       | 8,0%    | 7,8%    | 7,6%    | 7,9%      | 7,2%       |
| a: Bournemouth és Poole kivételével |         |         |         |           |            |

A 2011-es népszámlálás szerint Dorset népessége 744 041 fő volt. Ebből 412 905-en a nem-nagyvárosi megyében éltek, 183 491-en Bornemouth egységes hatóság, 147 645-en pedig Poole egységes hatóság területén. Becslések szerint 2013-ra a lakosság 1,4%-kal, 754 460-ra nőtt; amiből az adminisztratív megye 416 720, Bournemouth 188 730 és Poole 149 010 fős létszámot jelent. A ceremoniális megye lakosainak több mint a fele a Bournemouth-Poole-Christchurch konurbációban él.
A dorsetiek között felülreprezentáltak az idősek és az átlagnál kevesebb a fiatal. A 2013-as becslések szerint a lakosok 23,6%-a van 65 év fölött (ami magasabb mint Anglia és Wales 17,4%-os értéke), 18,6% pedig fiatalabb 17 évnél (ami alacsonyabb mint az országos 21,3%). A munkaképes korú lakosság (16-64 között) aránya 60%, ami alacsonyabb az angol 64%-nál. A 2010-2012-ben szerzett adatok tanúsága szerint a dorsetiek várható élettartama 85,3 év a nők és 81,2 év a férfiak esetében, ami viszont kedvezőbb az országos 82,9 és 79,1 éves adatnál. A lakosság mintegy 95,2%-a európai származású, 60,9%-uk kereszténynek vallja magát, míg 28,5% nem vallásos.
A megye lakosainak több mint 33%-a rendelkezik felsőfokú iskolázottsággal, míg 6,3%-uknak semmilyen végzettsége sincs.

Dorset kerületei (sárgával jelölve az egységes hatóságok)
1 Weymouth and Portland
2 West Dorset
3 North Dorset
4 Purbeck
5 East Dorset
6 Christchurch
7 Bournemouth
8 Poole

| Dorset népességének változása                                                                                         |         |         |         |         |         |         |         |         |         |         |         |
| Év | 1801    | 1811    | 1821    | 1831    | 1841    | 1851    | 1861    | 1871    | 1881    | 1891    | 1901    |
| Népesség | 101 857 | 112 930 | 129 210 | 143 443 | 161 617 | 169 699 | 174 255 | 178 813 | 183 371 | 188 700 | 188 263 |
| Év | 1911    | 1921    | 1931    | 1941    | 1951    | 1961    | 1971    | 1981    | 1991    | 2001    | 2011    |
| Népesség | 190 940 | 193 543 | 198 105 | 214 700 | 233 206 | 259 751 | 292 811 | 321 676 | 366 681 | 390 986 | 412 905 |
| Az 1974 előtti adatok a mai Dorset területének megfelelő községekre vonatkoznak Forrás: Great Britain Historical GIS. |         |         |         |         |         |         |         |         |         |         |         |

## Közigazgatás és politika
Dorset a megyei tanács által irányított hat kerületből és két önálló egységes hatóságból áll.
A megyei tanács az 1888-as önkormányzati reform után jött létre, amely a történelmi grófság helyett választott tanács által irányított megyét hozott létre. Az 1972-es önkormányzati törvény Dorsethez csatolta a hampshire-i Bournemouth és Christchurch városokat és kétszintű (tanács és kerületek) közigazgatást hozott létre. Az ezelőtti határváltozások csak minimálisak voltak: 1844-ben Stocklandot átadták Devonnak és cserébe Somersettől megkapták Thorncombe-ot és Holwellt. 1896-ban Dorsethez csatolták a somerseti Adber, Goathill, Poyntington, Sandford Orcas, Seaborough és Trent falvakat Wambrookért cserébe, míg Chardstock, Hawkchurch és Tytherleigh Devonhoz került. Bournemouth és Poole 1997-ben váltak önálló igazgatású egységes hatóságokká, de ceremoniális és földrajzi szempontból továbbra is a megye részei maradtak. A megyei tanács Dorchesterben ülésezik. A 2013-as választások után a tanács konzervatív irányítású volt, tagjai közül 27 a Konzervatív Párt, 12 a Liberális Demokraták, 5 a Munkáspárt, 1 pedig a UKIP delegáltja.
Az országos parlamenti választások szempontjából Dorsetet nyolc (öt megyei és három városi (borough)) választókerületre osztják. A megye hagyományosan konzervatív többségű, a 2005-ös választásokon a nyolcból hat, 2010-ben hét helyet nyert el a párt, míg 2015-ben valamennyi dorseti képviselőt a konzervatívok jelölhették.

## Gazdasága
| Gyártás | 11,9% | 15,8% | 3,2%  | 10,2% |
| Építőipar | 5,3%  | 4,6%  | 3,2%  | 4,8%  |
| Szolgáltatások | 81,5% | 79%   | 93,1% | 83,5% |
| Turizmusb | 10,2% | 7,7%  | 12%   | 8,2%  |
| a kivéve az önfoglalkoztatottakat, állami támogatású gyakornokokat és a fegyveres erők tagjait b beleértve a szolgáltatási szektor megfelelő részeit c Poole és Bournemouth kivételével |       |       |       |       |

2003-ban a nem-nagyvárosi megyében a teljes bruttó hozzáadott érték (GVA) elérte a 4,673 milliárd fontot; ehhez a két egységes hatóság még 4,705 milliárddal járult hozzá. Ebből az elsődleges szektor (mezőgazdaság, kitermelés) 2,03%-ot, a másodlagos (ipar) 22,44%-ot, a harmadlagos (szolgáltatások) 75,53%-ot tett ki.
Valamikor Dorset legfontosabb gazdasági ága a mezőgazdaság volt. A 19. század közepétől kezdve a gépesítés miatt egyre csökkent az itt foglalkoztatottak száma és a 20. században a jövedelmezősége is visszaesett. A nem-nagyvárosi megyében az elsődleges szektor (mezőgazdaság, halászat, bányászat) GVA-ja 1995 és 2003 között 229 millió fontról 188 millióra csökkent. 2007-ben a megye területéből 2039 km² volt mezőgazdasági használatban, ami ugyan több mint az 1989-es 1986 km², ám a növekedés főleg a legelőknek köszönhető és jelentős a parlagon hagyott szántóföldek száma. Ugyanakkor a szántóföldek 992-ről 915 km²-re csökkentek. A nagyobb haszonállatok közül birkából van a legtöbb; de 1989-2006 között az állományuk 252 189-ről 193 500-ra esett vissza. Hasonlóan csökkent a sertés- és szarvasmarhatartás is; az előbbiek száma 169 636-ról 72 700-ra, utóbbiaké 240 413-ról 170 700-ra esett.
2009-ben a fegyveres erőknél 2340-en teljesítettek szolgálatot Dorsetben. A harckocsizóknak Bovingtonban, a híradósoknak Blandfordban, a tengerészgyalogságnak pedig Poole-ben van bázisa. A hadsereg jelenléte egyrészt civil kisegítő állásokat biztosít a megye gazdasága számára, másrészt viszont zavarja a turizmust, különösen, ha népszerű kirándulóhelyeket zárnak le gyakorlatozás céljára. Ha megvalósítják a híradós alakulatok Dél-Walesbe való költöztetésének tervét, az a becslések szerint 74 milliós veszteséget jelentene a megye GVA-jában.
Dorset egyéb nagyobb foglalkoztatói a BAE Systems katonai repülőgép- és hajógyártó, a Sunseeker International yachtépítő, a J.P. Morgan pénzügyi szolgáltató, a Cobham plc katonai elektronikai cégek és a Bournemouthi Egyetem. A három nagy - Poole, Weymouth és Portland -, valamint a számos kisebb kikötő jelentős kereskedelmi és turisztikai forgalmat bonyolít. Dorseti kikötőkbe kb. 230 halászhajó és rákfogó van bejelentve. 2012-ben Weymouth és Portland volt a londoni nyári olimpia vitorlásversenyeinek helyszíne és az infrastrukturális beruházások a remények szerint a későbbiekben is fellendítik a kikapcsolódási célú hajózást.

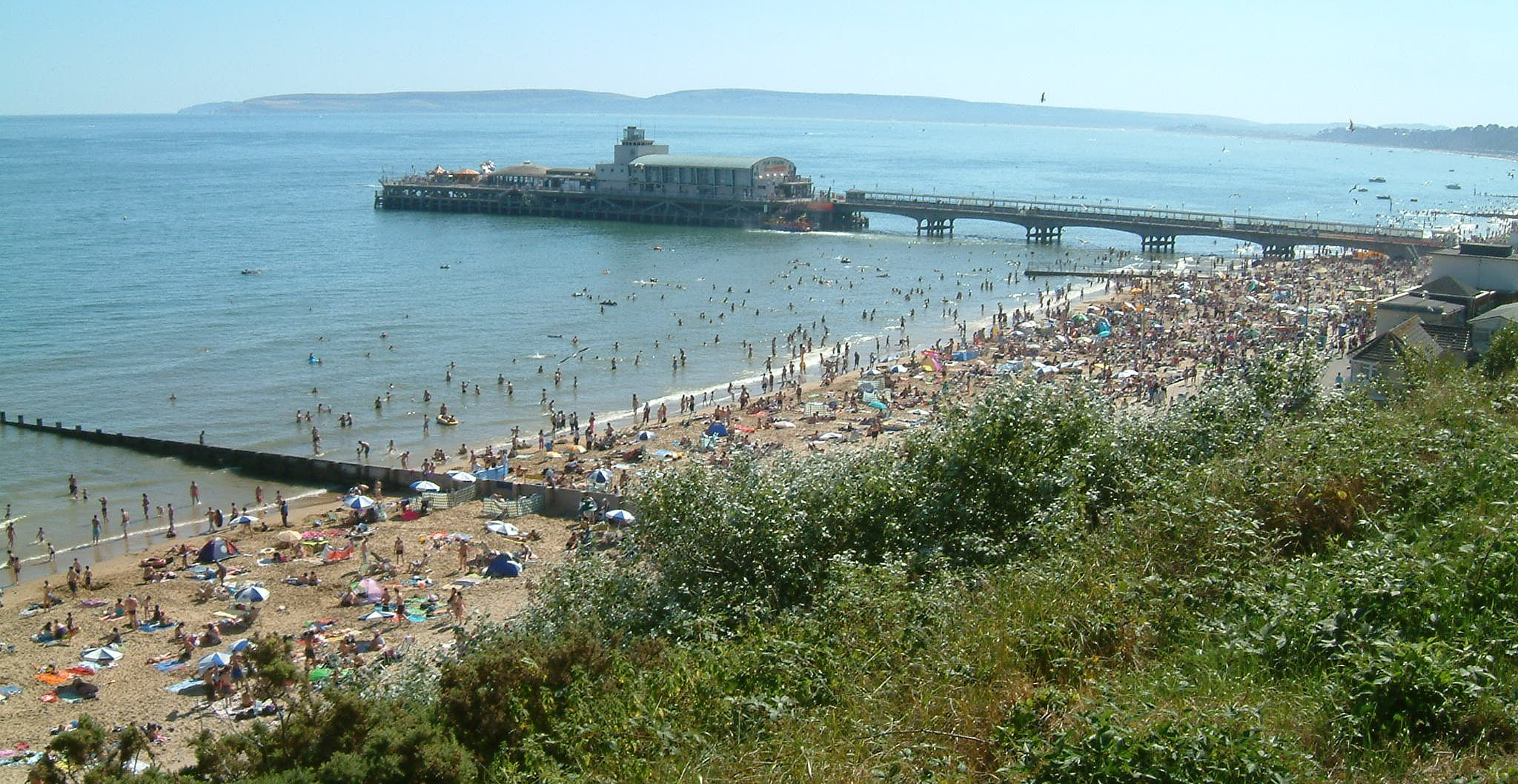
Bornemouthi strand

A turizmus a 18. század vége óta jelen van Dorsetben és az utóbbi időben a gazdaság egyik legfontosabb szektorává nőtte ki magát. Becslések szerint 37 500-an dolgoznak a turisták kiszolgálásán. 2008-ban 3,2 millió brit és 326 ezer külföldi látogatott a megyébe és 15,1 millió vendégéjszakát töltöttek ott. Ezenfelül 14,6 millióan egynapos látogatásra érkeztek. Összesített költésük elérte az 1,458 milliárd fontot. Az egynapos látogatók 56%-a a városokban, 27%-a a tengerparton, 17%-a pedig vidéken töltötte idejét. Egy 1997-es felmérés szerint Dorset fő vonzereje a tengerpartja és vidéki tájai. Az utóbbi években a brit és külföldi turisták száma a gazdasági és biztonsági gondok miatt hullámzó volt, de ezek hatása az egész országban éreztette hatását.
Az ipar 2008-ban a munkavállalók 10,3%-át foglalkoztatta, ami valamivel több volt, mint Nagy-Britannia átlaga, de alacsonyabb a régió 10,7%-ánál. A szektor a megye negyedik legnagyobb munkáltatója, de az előrejelzések szerint 2026-ra 10 200 állás szűnik meg az iparban.

## Kultúra, sport

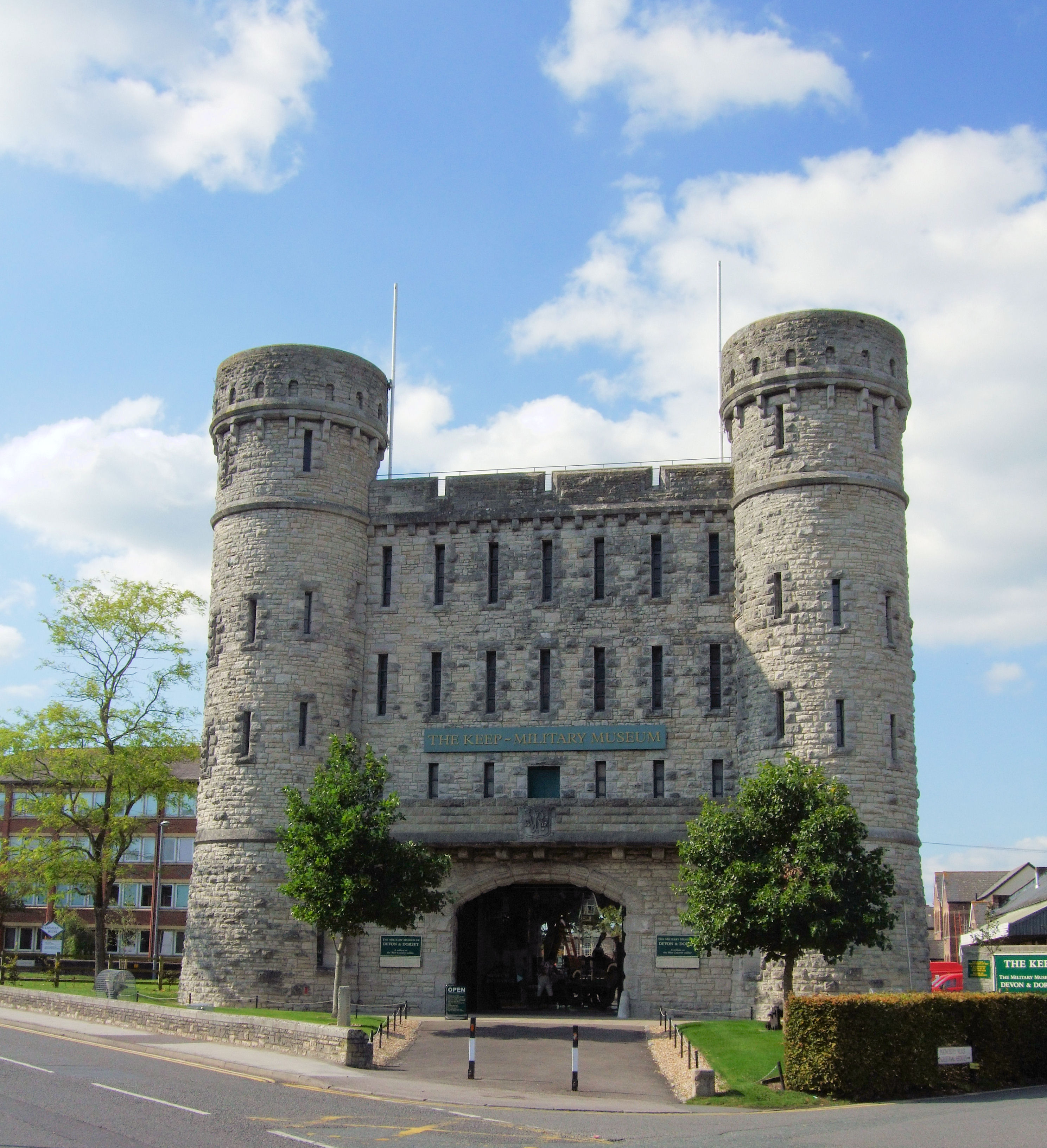
A dorchesteri hadtörténeti múzeum

Mivel Dorset inkább vidékies jellegű, kevesebb nagy kulturális intézménnyel rendelkezik, mint a sűrűbben lakott régiók. Koncerteket és színielőadásokat elsősorban Poole Lighthouse művészeti központjában, Bournemouthban a Nemzetközi Központban, a Pavilion színházban és az O2 Academyben, Weymouthban pedig az ottani Pavilion színházban rendeznek. A megye egyik legismertebb kulturális intézménye az 1893-ban alapított Bournemouthi szimfonikus zenekar, amely a nevével ellentétben 1979 óta Poole-ban koncertezik.
Dorsetben több mint 30 általános és specializálódott múzeum található. A dorchesteri Dorseti megyei múzeumot 1846-ban alapították és a megye történelméről és környezeti viszonyairól tartalmaz átfogó kiállításokat. A bovingtoni Tankmúzeumban 30 ország több mint 300 harckocsiját és páncélozott harci járművét gyűjtötték össze. Ez a múzeum a legnagyobb az egész megyében, gyűjteményét országos jelentőségűnek jelölték. Egyéb jelentős múzeumok a középkori erődben elhelyezett dorchesteri hadtörténei múzeum, a bournemouthi Russell-Cotes művészeti múzeum, a charmouthi Védett tengerparti központ, valamint Poole, Portland és Wareham városi múzeumai.
Dorsetben a műemlékvédelem 190 megőrzendő területet, 12 850 műemléket és több mint 30 védett parkot vagy kertet tart nyilván. Az I. kategóriájú műemlék épületek közé tartozik Portland vára, a VIII. Henrik által építtetett partvédő erőd; az ezeréves, mára már csak romokban megmaradt corfei vár; egy Britanniában egyedülálló, római kori városi ház; Athelhampton, egy Tudor-korabeli udvarház; Forde Abbey vidéki kastélya (korábban ciszterci kolostor); a christchurchi apátsági templom, a leghosszabb angol templom; és a 15. századi stockwoodi Szt. Edwold templom, amely a legkisebb a megyében.

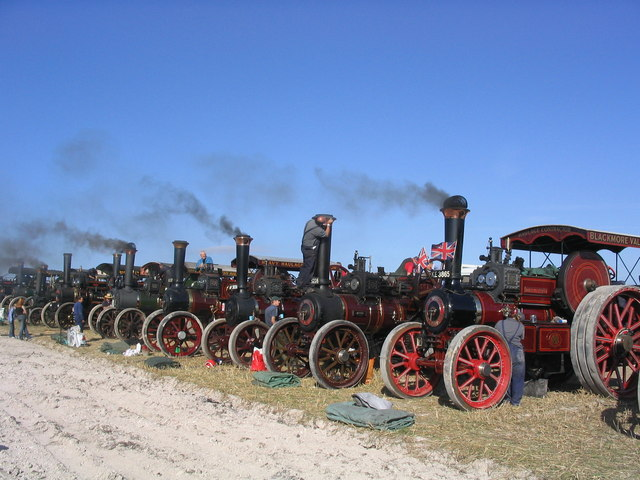
Gőzkocsi a Nagy dorseti gőzkiállításon

A megyében évente több jelentős fesztivált, kiállítást és egyéb eseményt rendeznek, köztük Európa egyik legnagyobb gőzjármű-kiállítását Blandford mellett és az ingyenesen megtekinthető Bournemouthi légifesztivált, amely 2009-ben 1,3 millió látogatót vonzott. 2008 óta Weymouthban és Portlandban tartják a The Spirit of the Seas tengeri fesztivált. A több mint 50 ezres látogatottságú, kétnapos Dorseti megyei kiállításon 1841 óta mutatják be a megye mezőgazdasági termékeit. Ezenkívül rendeznek helyi folkfesztiválokat (Christchurchben és Wimborne-ban) és nagyobb zenei eseményeket is, mint a Camp Bestival, Endorse It in Dorset, End of the Road és Larmer Tree Festival.

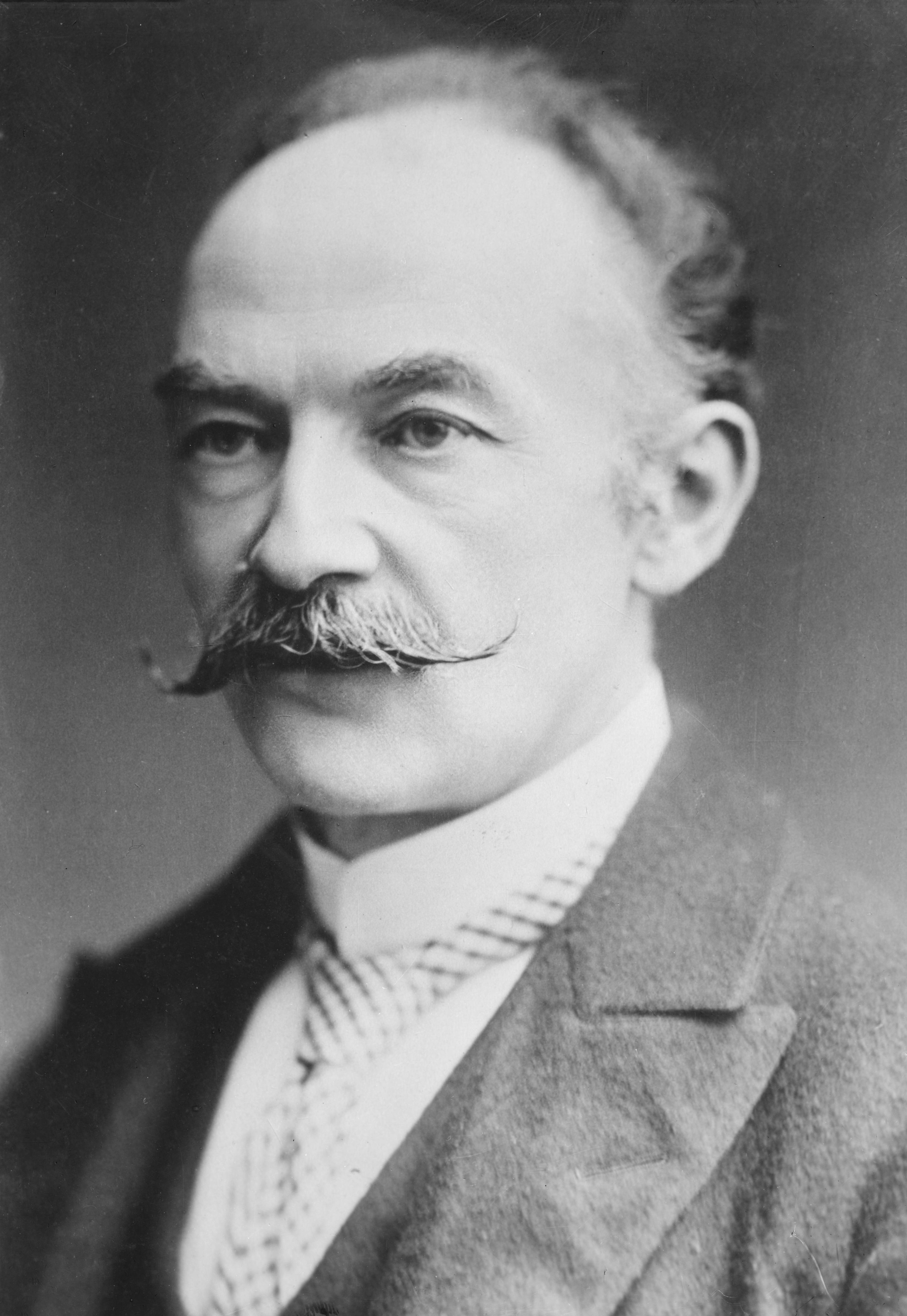
Thomas Hardy 1910 körül

Dorsetnek egyetlen profi labdarúgó csapata van, az AFC Bournemouth, amely viszont az első osztályban játszik. Az országos bajnokságba nem kvalifikált kisebb csapatok – a Dorchester Town FC, Poole Town FC, Weymouth FC – a regionális Déli labdarúgó bajnokságban (Southern Football League) versenyeznek. Poole stadionjában rendszeresen tartanak agárversenyeket és ez az otthona a Poole Pirates salakmotorozó csapatnak is. A megye hosszú tengerpartja és védett öblei kiváló lehetőséget biztosít a vízisportok (vitorlázás, szörfözés, evezés, motorcsónak-versenyzés) űzéséhez. Dorset volt a helyszíne a 2012-es nyári olimpia és paralimpia vitorlás versenyszámainak.
Dorset egyik leghíresebb szülötte Thomas Hardy író, aki regényei fiktív helyszínén (a Délnyugat-Angliával azonos Wessex) Dorsetet Dél-Wessex néven ábrázolja. Szülőháza ma is megtekinthető Dorchestertől keletre, Higher Bockhamptonban; valamint dorchesteri háza, a Max Gate is nyitva áll a nagyközönség előtt. Más szerzők is töltöttek hosszabb időt Dorsetben: Douglas Adams Stalbridge-ben írta a Galaxis útikalauz stopposoknak nagy részét; a kémregényeket író John le Carré Poole-ban született; a Wilt-sorozat szerzője, Tom Sharpe Bridportban lakott; A francia hadnagy szeretőjéről ismert John Fowles pedig Lyme Regisben élt 2005-ös haláláig; William Barnes, 19. századi költő Bagberben született és sok versét dorseti dialektusban írta. A sok skandináv és szász kifejezést megőrző dorseti nyelv valamikor általánosan elterjedt volt a Blackmore Vale-ben, de mára már kihalt.
Az úgynevezett Dorset-keresztet (más néven Szt. Wite-keresztet) ábrázoló megyei zászlót 2008-ban fogadták el a megyei tanács pályázata nyomán. Az arany hátterű, vörös keretes fehér keresztet ábrázoló pályaműre a szavazók 54%-a voksolt. Mindhárom szín szerepel a tanács címerében is.

## Közlekedés

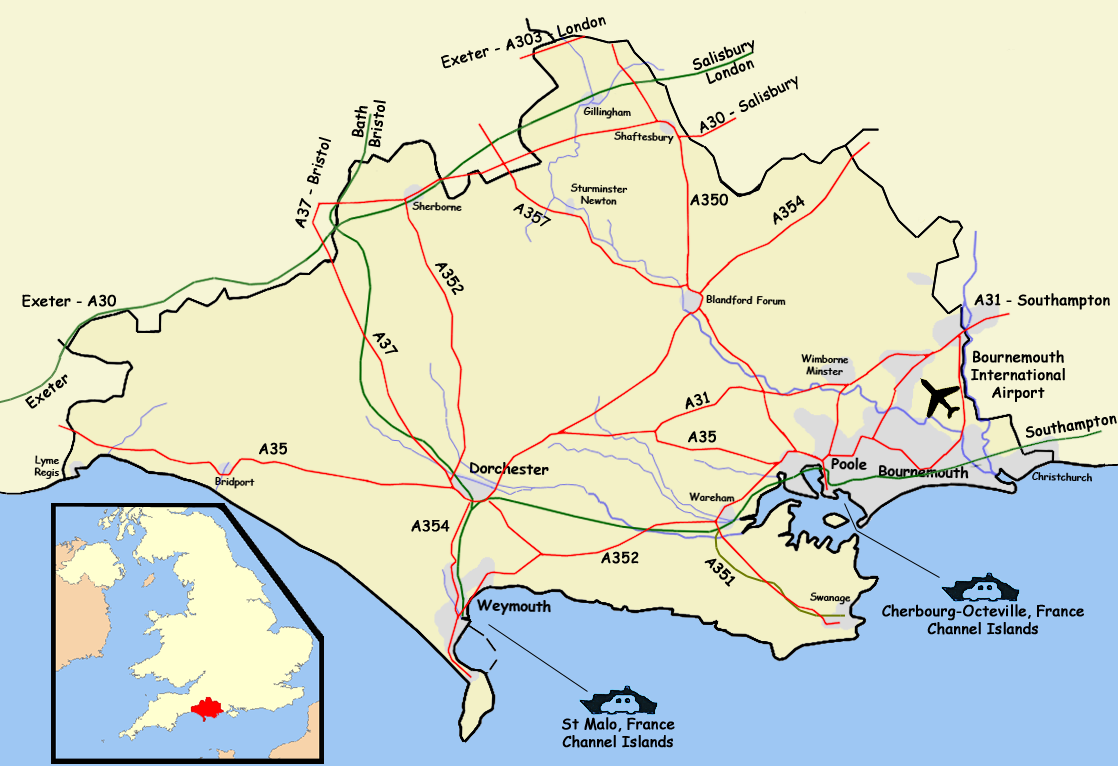
Dorset közlekedése

Dorsetet két vasúti fővonal köti össze Londonnal. A Nyugat-angliai fővonal (West of England Main Line) a megye északi részén, Gillinghamon és Sherborne-on át halad át a megyén. A londoni Waterloo-pályaudvartól a devoni Exeter St Davidsig közlekedő vasút főleg a nyugat-dorsetiek közlekedését könnyíti meg. A Délnyugati fővonal (South Western Mail Line) áthalad Bournemouthon, Poole-on és Dorchesteren, a végállomása pedig Weymouthban van. Ezenkívül a Heart of Wessex-vonal (Wessex szíve) Weymouthból megy Bristolig, a gőz- és dízelmozdonyok által húzott Swanage-nosztalgiajárat pedig Norden és Swanage között közlekedik.
Dorset azon kevés angol megyéhez tartozik, amelyet nem érint autópálya, ehelyett az A303, A35 és A31 főút halad át rajta. A Délnyugat-Angliát az M3 autópályához csatoló A303 éppencsak érinti a megye területét északon. Az A35 nyugat-keleti irányban halad át Bridporton, Dorchesteren, Poole-on, Bournemouthon and Christchurchön keresztül a hampshirei Southampton irányába. Az A31 Bere Regisnél kapcsolódik az A35-höz és kelet felé érinti Wimborne-t Hamshire irányába, ahol később becsatlakozik az M27 autópályába. Az egyéb nagyobb megyei utak közé tartozik az A338, A354, A37 és A350. Az A338 Bornemouthtól halad északra a hampshire-i Ringwood felé, az A354 Weymouthból megy északkeletnek, Salisbury felé, az A37 pedig Dorchesterből indul északnyugatnak a somerseti Yeovil irányába. Az A350 Poole-ból vezet északnak Blandfordon és Shaftesburyn át a wiltshire-i Warminsterbe.
A megyének két utasszállító hajókat is fogadó tengeri kikötője és egy nemzetközi repülőtere van. Két hajózási társaság, a Brittany Ferries és a Condor Ferries indít kompokat Poole-ból és Weymouthból; az előbbi a franciaországi Cherbourg-ba közeledik, az utóbbi pedig Saint-Malóba és a Csatorna-szigetekre. Portland és (mióta 2008-ban kikotorták) Poole kikötője személyszállító óceánjárók fogadására is alkalmas. A Bournemouthtól 6 km-re északra fekvő Bournemouthi repülőtérről 36 különböző városba repülnek járatok, utasforgalma eléri az évi 600 ezret.
Dorsetben 14 busztársaság működik, köztük a településeket összekötő hálózattal rendelkező Wilts & Dorset, a Weymouth-Bridport térségben működő First Group, amelyik a Jurakori partvidéken végighaladó járatokat is indít vagy a délkeleti konurbációra specializálódott Yellow Buses.

## Vallás

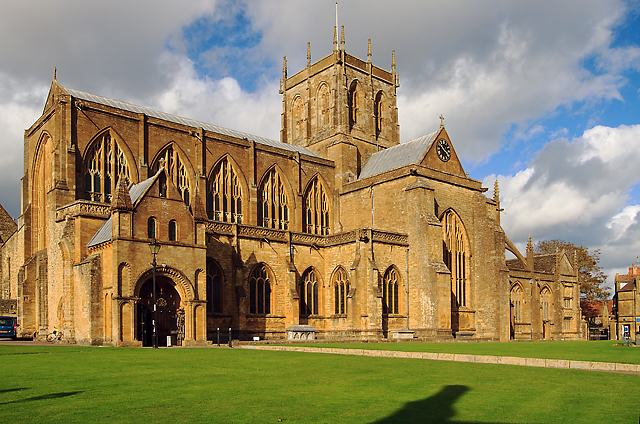
A sherborne-i apátság

Az összes szomszédos megyétől eltérően Dorsetnek nincs katedrálisa. A megye területének 95%-a az anglikán egyház salisbury-i egyházmegyéjéhez tartozik, míg nyugaton egy kis terület a bathi és wellsi egyházmegye, keleten pedig Christchurch és Bournemouth (amelyek történelmileg hampshire-iek) a winchesteri egyházmegye részei. A római katolikus felosztás szerint Dorset döntően a plymouthi egyházmegyéhez tartozik; Christchurch és Bournemouth szintén kivételek, az ő püspökük Portsmouthban található. A keresztény templomokon kívül alig található más vallás imaháza. 2008-ban Blandford Forumban épült egy hindu templom a helyőrség gurkhái számára, Bournemouthnak pedig két zsinagógája van, mert a városban viszonylag magas a zsidók száma.
A kereszténység a római időkben jelent meg a megyében. Hinton St Mary mellett egy korabeli mozaikon minden valószínűség szerint Krisztus képe látható. A vallás az angolszász időkben vált általánosan elterjedtté, bár ebből a korból nagyon kevés templom maradt fenn. A legjobb állapotban a kora 11. századi warehami Szent Márton-templom maradt meg. A középkori templomok gyakoriak, legtöbbjük a 15. században épült az Angliában kedvelt függőleges gótikus stílusban. Az egyik legnagyobb képviselőjük, a sherborne-i apátság látványos legyezőboltozatáról ismert. A templomot 705-ben alapította Szent Aldhelm, és katedrálisi státuszban a sherborne-i püspökség központja volt, míg a püspök 1075-ben el nem költözött Old Sarumba. Wimborne gótikus templomában láncoskönyvek és egy 14. századi asztronómiai óra található; Christchurch apátsága csodagerendájáról ismert, amit a legenda szerint maga Krisztus rakott a helyére; a Bere Regis-i Keresztelő Szent János-templomának boltozatát pedig Nikolaus Pevsner építészettörténész "Dorset legszebb fatetőzetének" nevezte. Egész Angliában – a westminsteri apátság mellett – csak az apró Whitchurch Canonicorum falu templomában maradtak meg egy szent relikviái.
Valamikor számos kolostort tartottak nyilván Dorsetben, de a 16. században a király valamennyit felszámolta. A reformáció és az angol polgárháború leállította az új templomok építését egészen a 17-18. század fordulójáig. A kora György-kori építészet képviselői a Blandford Forum-i Szent Péter és Pál-templom vagy a portland-szigeti Szent György-templom, amelyen jól látható Christopher Wren befolyása. A 18. század végétől a templomok főleg neogótikus stílusban épültek; ez alól az egyik kivétel East Lulworth katolikus temploma (az első különálló új katolikus templom az angol reformáció óta), amelynek III. György parancsa értelmében inkább egy kerti mauzóleumra kellett emlékeztetnie, mint templomra. Az 1810-ben alapított Bournemouthnak számos 19. századi egyházi épülete van, mint pl. a Szent Péter- vagy a Szent István-templom. Poole neobizantikus Szent Dunstan-temploma a kevés 20. századi építésű egyházi épület egyik példája.

## Oktatás
Az állami iskolák a megyei tanács, illetve Poole és Bournemouth egységes hatóságainak felügyelete alá tartoznak. A megyei tanács iskolái többnyire kétszintűek: általános és középiskolák. Dorchester, Ferndown, Wimborne és Purbeck azonban háromszintű oktatást tart fenn Bournemouthban is kétszintűek az iskolák, Poole pedig 2013-ban tért át erre a rendszerre a korábbi háromszintűről. 2010-ben a megyei iskolákba járó diákok 59,4%-a ért el legalább öt C (hármas) osztályzatot az érettségi tárgyakból (szemben az országos 53,4%-kal). Bournemouth és Poole is valamivel az angol átlag fölött teljesített 56,5% és 55,3%-kal.
Dorsetben több független magániskola is működik. Többségük bentlakásos, ám bejáró diákokat is fogadnak, mint a műemlék vidéki kastélyépületben elhelyezett, koedukált Canford School; a shaftesbury-i St Mary's katolikus lányiskola vagy a 16. században alapított Sherborne-fiúiskola.
A megye öt legnagyobb városából négyben felsőoktatási intézmények is vannak: a Weymouth College, a Kingston Maurward College Dorchesterben, illetve a Bournemouth and Poole College; utóbbi országos viszonylatban is az egyik legnagyobb. Dorsetnek két egyeteme van, mindkettő a délkeleti konurbációban: a Bournemouthi Egyetem (amelynek Poole-ban is vannak épületei és 17 ezer diák tanul benne). és a Bournemouthi Művészeti Egyetem, amely 2008 óta jogosult diplomák kiadására, 2012-ben pedig teljes egyetemi státuszt kapott.

## Fordítás
- Ez a szócikk részben vagy egészben  a   Dorset című angol Wikipédia-szócikk ezen változatának fordításán alapul.  Az eredeti cikk szerkesztőit annak laptörténete sorolja fel. Ez a jelzés csupán a megfogalmazás eredetét és a szerzői jogokat jelzi, nem szolgál a cikkben szereplő információk forrásmegjelöléseként.